# Myslinka
Myslinka est une commune du district de Plzeň-Nord, dans la région de Plzeň, en République tchèque. Sa population s'élevait à 258 habitants en 2022.

## Géographie
Myslinka se trouve à 4 km au sud-ouest du centre de Město Touškov, à 12 km à l'ouest du centre de Plzeň et à 95 km au sud-ouest de Prague.
La commune est limitée par Bdeněves au nord, par Kozolupy et Tlučná à l'est, et par Nýřany au sud et à l'ouest.

## Histoire
La première mention écrite de la localité date de 1239.

## Transports
Par la route, Myslinka se trouve à 5 km de Nýřany, à 15 km de Plzeň et à 114 km de Prague. 